# Symfonisk fantasi
Symfonisk fantasi (Noors voor Symfonische fantasie) is een compositie van Arvid Kleven. Hij voltooide het in januari 1926.  
Het was Klevens laatste voltooide werk voor symfonieorkest. Hierna volgde nog een poging een symfonie op te starten, maar het bleef bij slechts één deel (van wat er twee zouden moeten worden). Kleven was ten tijde van componeren een buitenbeetje in de Noorse klassieke muziek. Hij paste nieuwe componeertechnieken toe, waar anderen zich nog verschansten achter de behoudende muziek uit de 19e eeuw. Dat Kleven moderner schreef dan de andere is in dit werk vanaf het begin te horen. Hij schreef daar drie gongen voor van verschillende toonhoogten, een unicum in de Noorse muziek destijds. Dat werd hem niet in dank afgenomen door de critici, die zoveel “lelijkheid” niet konden verdragen. Zelfs collegacomponisten vonden het bar en boos en vonden dat Kleven zich aan de muziekregels moest houden. Tegelijkertijd vonden ze hem wel talentvol. Voor 20e-eeuwse begrippen valt het met de muzikale keuzes van Kleven mee, hij schreef in een stijl die zich aan de uiterste rand van de late romantiek bevindt. Dus met hier en daar een dissonant. Daar tegenover staat dat begin en eind bij elkaar passen  voor wat betreft thematiek. De genoemde gongs en melodielijnen in viool en altviool zorgen voor een symfonisch geheel, toch iets wat uit vroeger tijden stamde.
De eerste uitvoering was weggelegd voor de voorloper van het Oslo Filharmoniske Orkester op 15 februari 1926. De volgende ochtenden kon de componist teruglezen, hoe lelijk de critici het werk vonden en vooral ook een aanslag op de trommelvliezen. Het werk verdween in de laden om nooit meer uitgevoerd te worden. In 2003 begon de fagottist Robert Rønnes aan herstelwerkzaamheden in de partituur, hetgeen volgens hem een heidens karwei werd en was. 
Op 12 mei 2005 werd het werk uitgevoerd in het kader van 100 jaar orkestmuziek in Noorwegen. Andere werken die toen in de serie ten gehore werden gebracht waren:
- Pauline Hall, haar Verlainesuite
- Johan Halvorsen, Kroningscantate uit 1906
- Arvid Kleven: Symfonisk fantasi
- Lasse Thoresen: Konsert for hardangvele, nyckelharpa og orkester

## Orkestratie
- 2 dwarsfluiten, 2 hobo’s, 2 klarinetten, 2 fagotten
- 4 hoorns, 3 trompetten, 3 trombones, 1 tuba
- percussie
- violen, altviolen, celli, contrabassen